# Metro Atlantic Athletic Conference
La Metro Atlantic Athletic Conference (MAAC) es una de las conferencias que componen la División I de la NCAA. Sus miembros pertenecen a cinco estados del Noreste de Estados Unidos: Maryland, Massachusetts, Connecticut, Nueva Jersey y Nueva York. 
La conferencia fue fundada en 1980 por seis instituciones: la Academia Militar de los Estados Unidos, la Universidad de Fairfield, la Universidad de Fordham, Iona College, Manhattan College y Saint Peter's College. Al año siguiente se comenzó a disputar la competición en dos deportes masculinos, campo a través y fútbol. Otros deportes se fueron incorporando posteriormente. Baloncesto masculino y femenino lo hicieron en la temporada 1981-82.
El hockey sobre hielo se incorporó en 1997, pero en 2003 se escindió a una conferencia exclusiva para ese deporte con el nombre de Atlantic Hockey.
El fútbol americano se incorporó en 1993, pero se abandonó en 2007.

## Deportes
En la MAAC se compite en 23 deportes de equipo, 10 masculinos y 13 femeninos:
| Masculino: - Atletismo - Atletismo cubierta - Baloncesto - Béisbol - Campo a través - Fútbol - Golf - Lacrosse - Natación - Tenis | Femenino: - Atletismo - Atletismo cubierta - Baloncesto - Campo a través - Fútbol - Golf - Lacrosse - Natación - Remo - Sóftbol - Tenis - Voleibol - Waterpolo |

## Miembros

### Miembros actuales
| Logo | Institución                     | Localización                 | Fundación | Afiliación | Estudiantes | Año de unión | Equipo          |
| ---- | ------------------------------- | ---------------------------- | --------- | ---------- | ----------- | ------------ | --------------- |
|      | Universidad de Fairfield        | Fairfield, Connecticut       | 1942      | Privada    | 5.100       | 1981         | Stags           |
|      | Universidad de Manhattan        | Riverdale, Nueva York        | 1853      | Privada    | 3.500       | 1981         | Jaspers         |
|      | Universidad de Iona             | New Rochelle, Nueva York     | 1940      | Privada    | 4.648       | 1981         | Gaels           |
|      | Universidad de San Pedro        | Jersey City, Nueva Jersey    | 1872      | Privada    | 3.700       | 1981         | Peacocks        |
|      | Universidad Canisius            | Búfalo, Nueva York           | 1870      | Privada    | 4.708       | 1989         | Golden Griffins |
|      | Universidad de Niágara          | Lewiston, Nueva York         | 1856      | Privada    | 3.746       | 1989         | Purple Eagles   |
|      | Siena College                   | Albany, Nueva York           | 1937      | Privada    | 3.000       | 1989         | Saints          |
|      | Marist College                  | Poughkeepsie, Nueva York     | 1929      | Privada    | 6.115       | 1995         | Red Foxes       |
|      | Universidad Rider               | Lawrenceville, Nueva Jersey  | 1859      | Privada    | 4.000       | 1995         | Broncs          |
|      | Universidad Quinnipiac          | Hamden, Connecticut          | 1929      | Privada    | 8.400       | 2013         | Bobcats         |
|      | Universidad Mount St. Mary's    | Emmitsburg, Maryland         | 1808      | Privada    | 8.400       | 2022         | Mountaineers    |
|      | Merrimack College               | North Andover, Massachusetts | 1947      | Privada    | 3.726       | 2024         | Warriors        |
|      | Universidad del Sagrado Corazón | Fairfield, Connecticut       | 1963      | Privada    | 5.974       | 2024         | Pioneers        |

1. ↑  La dirección postal del campus es "Niagara University".
2. ↑  El campus tiene una dirección postal en Emmitsburg, pero está ubicado en la zona no incorporada del condado de Frederick.

### Miembros Asociados
| Institución                         | Localización               | Tipo    | Equipo      | Deporte(s)                           | Año de Unión        | Conferencia Primaria       |
| ----------------------------------- | -------------------------- | ------- | ----------- | ------------------------------------ | ------------------- | -------------------------- |
| Universidad de Albany               | Albany, Nueva York         | Púbilca | Great Danes | Golf femenino                        | 2009                | America East Conference    |
| Universidad de Dayton               | Dayton, Ohio               | Privada | Flyers      | Golf femenino                        | 2014                | Atlantic 10 Conference     |
| Universidad Drake                   | Des Moines, Iowa           | Privada | Bulldogs    | Remo femenino                        | 2009                | Missouri Valley Conference |
| Universidad de Jacksonville         | Jacksonville, Florida      | Privada | Dolphins    | Remo femenino Remo masculino         | 2011 (remo m. y f.) | Atlantic Sun Conference    |
| Universidad de La Salle             | Filadelfia, Pensilvania    | Privada | Explorers   | Waterpolo femenino                   | 2016                | Atlantic 10 Conference     |
| Universidad de Long Island          | Brooklyn, Nueva York       | Privada | Sharks      | Waterpolo femeninoLacrosse masculino | 20192022            | Northeast Conference       |
| Universidad Robert Morris           | Moon Township, Pensilvania | Privada | Colonials   | Remo femenino                        | 2010                | Horizon League             |
| Universidad Stetson                 | DeLand, Florida            | Privada | Hatters     | Remo femenino                        | 2013                | Atlantic Sun Conference    |
| Universidad Villanova               | Radnor, Pensilvania        | Privada | Wildcats    | Waterpolo femenino                   | 2003                | Big East Conference        |
| Instituto Militar de Virginia (VMI) | Lexington, Virginia        | Militar | Keydets     | Waterpolo femenino                   | 2011                | Southern Conference        |
| Wagner College                      | Staten Island, Nueva York  | Privada | Seahawks    | Waterpolo femenino                   | 2003                | Northeast Conference       |

### Antiguos miembros
| Institución                            | Localización                   | Equipo        | Tipo    | Año de unión | Año de salida | Conferencia actual           |
| -------------------------------------- | ------------------------------ | ------------- | ------- | ------------ | ------------- | ---------------------------- |
| Academia Militar de los Estados Unidos | West Point, Nueva York         | Black Knights | Militar | 1981         | 1990          | Patriot League               |
| Universidad de Fordham                 | Bronx, Nueva York              | Rams          | Privada | 1981         | 1990          | Atlantic 10 Conference       |
| Universidad de La Salle                | Filadelfia, Pensilvania        | Explorers     | Privada | 1983         | 1992          | Atlantic 10 Conference       |
| College of the Holy Cross              | Worcester, Massachusetts       | Crusaders     | Privada | 1983         | 1990          | Patriot League               |
| Universidad Loyola Maryland            | Baltimore, Maryland            | Greyhounds    | Privada | 1989         | 2013          | Patriot League               |
| Universidad de Monmouth                | West Long Branch, Nueva Jersey | Hawks         | Privada | 2013         | 2022          | Coastal Athletic Association |